# Don Butterfield
Don Butterfield (* 1. April 1923 in Centralia, Washington; † 27. November 2006 in Clifton, New Jersey) war ein US-amerikanischer Jazzmusiker (Tuba, Komposition) und Musikverleger.

## Leben und Wirken
1946 begann er mit dem Studium an der Juilliard School of Music. Anschließend war Butterfield in den Studioorchestern von Columbia Broadcasting System und National Broadcasting Company, bei Jackie Gleason und bei Claude Thornhill, aber auch in der klassischen American Symphonia tätig. 1955 und 1956 arbeitete er mit Teddy Charles und erstmals mit Charles Mingus zusammen. Mit seinem 1955 gegründeten Sextett trat er 1958 beim Newport Jazz Festival auf. Weiterhin spielte er Platten mit Art Farmer, Sonny Rollins, Gerry Mulligan, Jimmy Cleveland, Cannonball Adderley, Rahsaan Roland Kirk, Charlie Mariano, Don Sebesky, Clark Terry und Mingus (Pre-Bird)  ein. 
1962 war er mit Dizzy Gillespie in Antibes (Jazz à Juan) und zuvor am legendären Townhall Concert von Mingus beteiligt. Im Folgejahr wurde er von Mingus zu den Aufnahmen von Mingus Mingus Mingus Mingus Mingus und The Black Saint and the Sinner Lady herangezogen, spielte mit Dakota Staton in Newport und mit der Oliver Nelson Big Band beim ersten Jazzkonzert im Lincoln Center. Weiterhin war er auch auf großorchestralen Plattenaufnahmen des Jazz zu hören, beispielsweise von Wes Montgomery, Cal Tjader, Jimmy Smith, Oscar Peterson, Lalo Schifrin, Erroll Garner, Kenny Burrell und Bob Brookmeyer. Später arbeitete er vermehrt als Studiomusiker und wurde auch zur Aufnahme von Filmmusiken herangezogen (z. B. Der Pate – Teil II). 1989 war er an der Aufnahme von Epitaph beteiligt.
Butterfield bereitete der Tuba ihren Weg in den Modern Jazz und demonstrierte, dass sie auch dort als geschmeidiges Instrument dienen kann. Als Verleger gab er hauptsächlich Werke für (tiefe) Blechblasinstrumente, aber auch für Baritonsaxophon heraus. Er hinterließ seine Frau Alicia.